# 石川総佐
石川 総佐（いしかわ ふさすけ）は、伊勢亀山藩の第6代藩主。伊勢亀山藩石川家11代。

## 生涯
寛政7年（1795年）3月10日、第6代藩主・石川総師の長男として江戸で生まれる。享和3年（1803年）、父総師の死去により9歳で家督を継いだ。
天明2年（1782年）、亀山藩領河芸郡南若松村（現鈴鹿市若松中）の船頭大黒屋光太夫等17名が白子浦を出航後、駿河沖で暴風にあいアリューシャン列島まで漂流し、ロシアに保護され、総佐治世下の寛政3年（1791年）ロシア皇帝の許しを得て遣日使節アダム・ラクスマンに伴われ光太夫以下3名が根室に上陸し、漸く帰国した。光太夫等は江戸に留め置かれたが、江戸の亀山藩邸を通じてヨーロッパ・ロシアの様子が伝えられた。総佐は光太夫がもたらした話に驚き、藩主自らフランス語の習得に勤め蘭学を学び、家中においても蘭学を学ぶことを奨励した。
文化14年（1817年）には算術家代官を京都に留学させヨーロッパでの天文学・算術、中国の天文学研究を命じた。また軍制改革の必要性を感じ多数の兵士より武器の充実を目的に小銃隊の編成を改めた。小銃隊の改編について『鈴鹿郡野史』では「欧化主義のハイカラ城主総佐の意見による」と記されている。趣味で絵も描いており、地元亀山市にある本久寺には9歳の時に描いた「鶏図」や、小品ながら浮世絵風の美人図が残っている。
総佐の後嗣として、文政元年（1818年）弟総章の養子願いを幕府に対し行っていたところ、総章は養子の許可を得る前に病没してしまった。するとこのことを知った水戸藩より、藩主徳川斉脩の弟斉昭（後に水戸藩主、徳川慶喜の父）を総佐の養嗣子としたい旨の申し出があった。時の亀山藩家老の名川大内蔵は、藩主の意向や藩内の議論に従い水戸藩の申し出を断り、支藩常陸下館藩主の次男総安を総佐の養子として迎えた。文政3年（1820年）3月22日、養嗣子の総安に家督を譲って総佐は隠居となった。6月14日、江戸にて死去。享年26。

## 歌川豊国の門人
『浮世絵師伝』（井上和雄編）の「国広」の項には以下の記述がある。
これによれば「下谷御成街道の邸」に住んでいた「伊勢亀山の城主石川日向守」が「国広」と称して初代歌川豊国から絵を学び、さらにその「国広」は7歳になる初代豊国の娘きん（歌川国花女）を召し抱えたという。伊勢亀山藩の江戸上屋敷は下谷御成街道（現在の中央通り）に面した上野広小路付近にあり、国花女は文化7年の生れで7歳ならば文化13年（1816年）の時の事である。よって初代豊国から絵を習った「伊勢亀山の城主」の「国広」とは総佐だったことになる。ただし総佐の官位名は実際には「日向守」ではなく「主殿頭」であった。
三田村鳶魚の「歌川豊国の娘」においても同様の話を伝えており、「国広」は「主殿頭総佐」であったとしている。総佐は浮世絵を道楽とし、「俳優の似顔など」を描いたと伝える。また初代豊国以降、歌川派で使うようになった「年丸」の紋も、もとは「亀山候の徽章」であり、豊国に襲用を許したのだという。

## 系譜
父母
- 石川総師（父）
- 水野忠鼎の娘（母）

正室
- 西尾忠善の娘

子女
- 菊 ー 加納久徴正室
- 牧野康命室
- 戸田忠温継室

養子、養女
- 石川総安 ー 石川総般の次男
- 石川総安正室 ー 実妹